# Cícero Magalhães
Cícero Magalhães Oliveira (São Benedito do Rio Preto, 20 de setembro de 1956) é um comerciante e político brasileiro com atuação no estado do Piauí.

## Dados biográficos
Filho de Gerson Bento de Oliveira e Maria do Socorro Magalhães Oliveira. Após migrar para Teresina em 1976, trabalhou como comerciário e posteriormente elegeu-se presidente do sindicato da categoria. Filiado ao PT, foi eleito suplente de vereador na capital piauiense em 1996 e 2000. Efetivado após a eleição de Flora Izabel para deputada estadual em 2002, Cícero Magalhães alcançou uma suplência de deputado estadual no referido ano. Reeleito vereador de Teresina em 2004, elegeu-se deputado estadual em 2006 e voltou à suplência em 2010. Efetivado ante a eleição de Paulo Martins à prefeitura de Campo Maior em 30 de janeiro de 2011,
Em 2012 foi candidato a vice-prefeito de Teresina na chapa de Wellington Dias, não sendo vitorioso. Reposicionado na suplência após as eleições de 2014 e 2018, foi convocado a exercer o mandato graças ao fato que Wellington Dias, eleito governador do Piauí pela terceira e quarta vez naqueles anos, respectivamente, convocou parlamentares e suplentes para compor sua equipe de governo.